# 代市牌坊
代市牌坊位於四川省廣安市廣安區，文物遺址年代判定為清代至民國。2007年6月1日公佈為四川省第七批文物保護單位。